# Awlabari

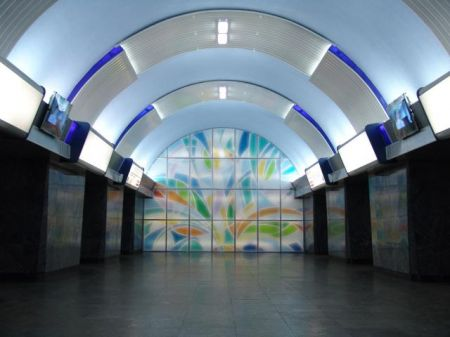
Stacja

Awlabari – stacja tbiliskiego metra należąca do linii Gldani-Warketili. Stacja jest zlokalizowana w dzielnicy Awlabari. Została otwarta 6 listopada 1967.